# 3270 Dudley
3270 Dudley (1982 DA) là một tiểu hành tinh bay qua Sao Hỏa được phát hiện ngày 18 tháng 2 năm 1982 bởi Shoemaker, C. và Bus, S. J. ở Palomar.